# Ӻ
Ӻ, ӻ – litera rozszerzonej cyrylicy wykorzystywana w języku niwchijskim. Oznacza dźwięk [ʁ], tj. spółgłoskę szczelinową języczkową dźwięczną. Powstała poprzez zmodyfikowanie litery Г.

## Kodowanie
| Znak                   | Ӻ                                                | Ӻ                                                | ӻ                                              | ӻ                                              |
| ---------------------- | ------------------------------------------------ | ------------------------------------------------ | ---------------------------------------------- | ---------------------------------------------- |
| Nazwa w Unikodzie      | CYRILLIC CAPITAL LETTER GHE WITH STROKE AND HOOK | CYRILLIC CAPITAL LETTER GHE WITH STROKE AND HOOK | CYRILLIC SMALL LETTER GHE WITH STROKE AND HOOK | CYRILLIC SMALL LETTER GHE WITH STROKE AND HOOK |
| Kodowanie              | dziesiątkowo                                     | szesnastkowo                                     | dziesiątkowo                                   | szesnastkowo                                   |
| Unicode                | 1274                                             | U+04FA                                           | 1275                                           | U+04FB                                         |
| UTF-8                  | 211 186                                          | d3 ba                                            | 211 187                                        | d3 bb                                          |
| Odwołania znakowe SGML | &#1274;                                          | &#x04FA;                                         | &#1275;                                        | &#x04FB;                                       |